# Ріоні (Цхалтубський муніципалітет)
Ріоні (груз. რიონი) — село в Грузії.
За даними перепису населення 2014 року в селі проживає 1160 осіб.